# David Hamid
David Hamid DD (Glasgow, 18 giugno 1955) è un vescovo anglicano britannico con cittadinanza canadese, pastore della diocesi di Gibilterra in Europa.

## Biografia
È nato in Scozia da padre birmano e madre scozzese ed ha vissuto a lungo in Canada (ha doppio passaporto). Dal 17 ottobre 2002 (data della sua consacrazione per mano dell'Arcivescovo di Canterbury George Carey a Londra) è vescovo suffraganeo in Europa per la Diocesi di Gibilterra in Europa.
Ha studiato presso la Nelson High School e l'Università McMaster. Dopo essere stato ordinato è stato curato presso la parrocchia di San Cristoforo a Burlington (Canada), e in seguito parroco di San Giovanni nella stessa città. Divenne poi coordinatore missionario per l'America Latina e i Caraibi per la Chiesa anglicana del Canada e in seguito Direttore degli Studi e Affari Ecumenici della stessa Chiesa. È sposato con Colleen e ha due figli, Jonathan e Michael.
Il 29 giugno 2008 ad Haarlem è stato co-consacratore di Dirk Schoon, con Joris Vercammen come consacratore principale e Dušan Hejbal come co-consacratore.
Dal 13 febbraio 2018, Hamid ricopre l'incarico di Gran Maestro dell'Ordine di St David del Galles, St Alban e St Crescentino.

## Genealogia episcopale
La genealogia episcopale è:
- Papa Niccolò I
- Papa Formoso
- Vescovo San Plegmund
- Vescovo Althelm
- Vescovo Wulfhelm
- Vescovo Odo
- Vescovo San Dunstan
- Vescovo Sant'Aelphege
- Vescovo Elfric
- Vescovo Wulfstan
- Vescovo Ethelnoth
- Vescovo Eadsige
- Vescovo Stigand
- Vescovo Siward
- Vescovo Lanfranco di Canterbury
- Vescovo Thomas
- Vescovo Anselmo d'Aosta
- Vescovo Richard de Belmeis
- Vescovo William of Corbeuil
- Vescovo Henry of Blois
- Vescovo San Tommaso Becket
- Vescovo Roger of Gloucester
- Vescovo Peter de Leia
- Vescovo Gilbert Glanville
- Vescovo William of St. Mere L'eglise
- Vescovo Walter de Gray
- Vescovo Walter Kirkham
- Vescovo Henry
- Vescovo John of Halton
- Vescovo Roger Northborough
- Vescovo William Wyvil
- Arcivescovo Ralph Stratford
- Vescovo William Edendon
- Arcivescovo Simon Sudbury
- Vescovo Thomas Brentingham
- Vescovo Robert Braybrooke
- Arcivescovo Roger Walden
- Vescovo Henry Beaufort
- Arcivescovo Thomas Bourchier
- Arcivescovo John Morton
- Vescovo Richard Fitzjames
- Arcivescovo William Warham
- Vescovo John Langlands
- Arcivescovo Thomas Cranmer
- Vescovo William Barlow
- Arcivescovo Matthew Parker
- Arcivescovo John Whitgift
- Arcivescovo Richard Bancroft
- Arcivescovo George Abbot
- Arcivescovo George Montaigne
- Arcivescovo William Laud
- Vescovo Brian Duppa
- Arcivescovo Gilbert Sheldon
- Vescovo Henry Compton
- Arcivescovo William Sancroft
- Vescovo Jonathan Trelawney
- Arcivescovo John Potter
- Arcivescovo Thomas Herring
- Arcivescovo Robert Hay Drummond
- Arcivescovo William Markham
- Arcivescovo Edward Venables Vernon Harcourt
- Arcivescovo John Bird Sumner
- Arcivescovo Archibald Campbell Tait
- Arcivescovo Edward White Benson
- Arcivescovo Randall Thomas Davidson
- Arcivescovo Cyril Garbett
- Arcivescovo Arthur Ramsey
- Arcivescovo Robert Runcie
- Arcivescovo George Carey
- Vescovo David Hamid